# Jambon (Jambon)
Jambon is een bestuurslaag in het regentschap Ponorogo van de provincie Oost-Java, Indonesië. Jambon telt 2261 inwoners (volkstelling 2010).